# Детско-родительские отношения
 Детско-родительские отношения — «система межличностных установок, ориентаций, ожиданий в вертикальном направлении по возрастной лестнице: снизу вверх (диада „ребенок — родители“) и сверху вниз (диада „родители — ребёнок“), определяемых совместной деятельностью и общением между членами семейной группы».

## Общие сведения
Детско-родительские отношения являются уникальным источником для создания дальнейшей модели поведения ребёнка в обществе. Первый опыт общения играет важную роль в дальнейшем жизненном пути ребёнка.
Проблема детско-родительских отношений изучается с давних пор, и многие психологи посвятили свои работы данному вопросу. Отношение родителей к детям с течением времени неоднократно менялось под влиянием различных факторов: политические, социальные и экономические.
В настоящее время особенно важно изучать данный феномен, так как обществу необходимо создать благоприятную психологическую среду для развития детей. Важнейшую роль в создании данных условий играет семья ребёнка.

## Структура детско-родительских отношений
Детско-родительские отношения, как и другие взаимоотношения между людьми имеют свои особенности и структуру. Несмотря на то, что установление контакта с ребёнком является прямой задачей родителя, для более продуктивного и эмоционально сближенного общения важна вовлеченность обеих сторон. То есть обратная связь от ребёнка также необходима, как и «первый шаг» со стороны родителя. На отстраненность ребёнка от взаимодействия с родителем может влиять его темперамент и первоначальная позиция родителя.
Родительская позиция, согласно А. С. Спиваковской — это «реальная направленность, в основе которой лежит сознательная или бессознательная оценка ребёнка, выражающаяся в способах и формах взаимодействия с детьми. Родительская позиция представляет собой систему родительского эмоционального отношения к ребёнку, стиля общения с ним и способов поведения с ним».
Контроль со стороны родителей, однако, необходим. Поддержание дисциплины у ребёнка является важной задачей родителя, но необходимо соблюдать границу между контролем, приносящим пользу и контролем, нарушающим психику ребёнка.
Так, например, в детстве необходимо контролировать ребёнка в вопросах гигиены, в выполнении домашних заданий, в соблюдении правил поведения. Помимо контроля, ребёнок непременно должен чувствовать родительскую любовь к себе и родителей друг к другу, в дальнейшем это будет иметь важное значение для создания ребёнком собственной семьи. Общение внутри семьи является одной из ключевых потребностей ребёнка. Его отсутствие может влиять не только на нарушение психического здоровья, но также имеет серьёзное влияние и на физическом уровне.
Проведены исследования, при которых отмечается, что ребёнок, лишенный постоянного контакта и эмоциональной близости с родителем подвержен проблемам со здоровьем (плохо развивается, не растет, худеет и теряет общий интерес к жизни). (см. депривация) Также отмечается, что возникающие конфликты лучше всего решать путем коммуникативных методовв, которые помогут установить уважение и доверительные отношения внутри семьи.
Следует обратить внимание на то, что безусловная родительская любовь не является врожденным чувством, оно приходит непосредственно после рождения ребёнка или вовсе не проявляется. Таким образом, согласно Карабановой О. А.. можно выделить различные типы отношения к ребёнку:
- Безусловное эмоциональное принятие (любовь к ребёнку при любых обстоятельствах)
- Условное эмоциональное принятие (любовь к ребёнку, в случае если он добивается некоторых достижений или выполняет определённые условия, чтобы заслужить родительскую любовь)
- Амбивалентное эмоциональное отношение к ребёнку (сочетание любви и отвержения);
- Индифферентное отношение (полное равнодушие, холодное отношение, отсутствие сопереживания);
- Скрытое эмоциональное отвержение (непринятие ребёнка, игнорирование).
- Открытое эмоциональное отвержение.

## Стили воспитания
Воспитание ребёнка в семье может определяться такими факторами, как традиционность родительских взглядов, семейное положение родителей, социально-экономическое положение семьи, возраст и опыт родителей. Таким образом, можно выделить различные стили воспитания детей. Свои классификации стилей воспитания предлагали многие психологи. Так, например, Г. Крайг в своей работе привел следующие стили воспитания, которые основывались на уровне контроля со стороны родителей и уровне теплоты по отношению к детям:
- Авторитарный — такой стиль воспитания содержит в себе жесткий контроль и холодное отношение со стороны родителей. Авторитарный стиль не предполагает установления контакта с ребёнком, все правила должны четко исполняться, просьбы родителей имеют черты приказа.
- Авторитетный — данный стиль характеризуется умеренным контролем и теплым отношением к детям. Родителями поощряется развитие самостоятельности, выстраиваются конструктивные отношения с детьми. Основное свойство авторитетного стиля — установление диалога с ребёнком. Все принятые решения, наказания и правила непременно обсуждаются с детьми.
- Либеральный — для данного стиля характерны отсутствие контроля и повышенное теплое отношение к ребёнку. Родители всегда открыты для общения, детям предоставляется полная свобода и проявляется безусловная любовь.
- Индифферентный — данный стиль является некой противоположностью авторитетного стиля воспитания и имеет негативное влияние на развитие личности ребёнка. Выделяются отсутствие контроля и холодное отношение к ребёнку. Родители не проявляют никакого интереса к своему ребёнку и закрыты для общения.

Данные стили воспитания не являются исключительными, зачастую родители применяют и комбинируют их в зависимости от обстоятельств. Также у родителей могут различаться стили воспитания, в связи этим стили взаимодополняют друг друга, либо противоречат друг другу, что в свою очередь препятствует воспитательной работе.

### Структура родительства
Стиль воспитания ребёнка напрямую зависит от структуры мотивации родительства. Данная структура определяется уровнем ценности ребёнка в семье. В зависимости от этого выделяется три типа семей по различности уровня ценности ребёнка:
1. Первый тип — высокая ценность ребёнка. Целенаправленная деятельность родителей, осознанная и спланированная беременность. Детей в семье мало, как правило, один.
2. Второй тип — низкая ценность ребёнка. Рождение ребёнка — стечение обстоятельств. Беременность случайная, детей в семье, как правило, много.
3. Третий тип — дети в данных семьях ценятся по причине наличия привилегий в связи с рождением ребёнка. Самоутверждение родителей и признание в обществе — главные мотивы рождения ребёнка в семье.

## Особенности детско-родительских отношений на разных возрастных этапах
Детско-родительские отношения являются необходимой подсистемой отношений семьи как целостной системы. Детско-родительские отношения можно рассматривать как непрерывные, длительные и опосредованные возрастными особенностями ребёнка и родителя отношения.
В детско-родительских отношениях важно уделять должное внимание как физиологическим, так и психологическим потребностям ребёнка в каждом периоде.
Главными задачами семьи являются формирование первой социальной потребности ребёнка — потребности в социальном контакте(М. И. Лисина), базового доверия к миру (Э. Эриксон) и теория привязанности (Дж. Боулби, М. Эйнсворт) в младенчестве.
Ребёнку необходимо чувствовать безопасность окружающего мира и роль родителя на данном периоде чрезвычайно велика, так как свои потребности ребёнок не может удовлетворять в силу своей беспомощности. Ребёнку необходимо активное взаимодействие со значимым взрослым, должна быть сформирована привязанность к взрослому, так как в данном случае родитель является единственным источником удовлетворения потребностей. Если же привязанность не будет сформирована до 12 месяцев, то психическое развитие ребёнка нарушается.
Формирование предметно-орудийной компетентности является особенностью детско-родительских отношений в раннем возрасте. На данном возрастном этапе предметы становятся для ребёнка не просто объектом, а вещью, имеющей определённое назначение и определённый способ употребления. Ребёнок изучает истинное назначение предметов, способы овладения и роль взрослого заключается в наставничестве, сотрудничестве, помощи в затруднительных ситуациях.
В дошкольном возрасте родители развивают социальную компетентность ребёнка. Родитель выступает в качестве проводника в социальный мир, играет с ребёнком, учит правилам совместной игры. Также на данном возрастом этапе родитель занимается подготовкой ребёнка к школе, общение может иметь ситуативно-деловой характер. Все это готовит ребёнка к вступлению в новую для него социальную среду.
Сотрудничество и поддержка в освоении системы научных понятий и осуществлении самостоятельной учебной деятельности является особенностью детско-родительских отношений в младшем школьном возрасте.
В подростковом и юношеском возрасте детско-родительские отношения определяются созданием родителями условий для развития автономии и самосознания ребёнка.

## Методики
Существует множество методик для диагностики детско-родительских отношений:
1. «Анализ семейных взаимоотношений» (АСВ) — Э. Г. Эйдемиллер, В. В. Юстицкис
2. «Опросник родительского отношения» (ОРО) — А. Я. Варга, В. В. Столин  Архивная копия от 2 декабря 2018 на Wayback Machine
3. «Методика PARI» (parental attitude research instrument) — Е. С. Шефер и Р. К. Белл. (В нашей стране адаптирована кандидатом психологических наук Т. В. Нещерет.)  Архивная копия от 11 декабря 2018 на Wayback Machine
4. Опросник «Взаимодействие родитель-ребенок» (И. М. Марковская) Архивная копия от 17 декабря 2018 на Wayback Machine
5. «Поведение родителей и отношение подростков к ним» Е. Шафер (ПОР — Подростки о родителях)
6. Шкала общения родителя с ребёнком А. И. Баркан.
7. «Стратегии семейного воспитания» Архивная копия от 10 ноября 2018 на Wayback Machine
8. «Методика идентификации детей с родителями» опросник А. И. Зарова